# Електричний неруйнівний контроль
Електри́чний неруйнівни́й контро́ль (англ. electrical nondestructive testing) або електри́чний контро́ль — неруйнівний контроль, який ґрунтується на реєстрації параметрів електричного поля, що взаємодіє з об'єктом контролю або яке виникає в об'єкті контролю у результаті зовнішнього впливу.

## Загальні відомості
Електричні методи контролю ґрунтуються на створенні в контрольованому об'єкті електричного поля або безпосереднім впливом на нього електричного поля (наприклад: електростатичне поле, поле постійного або змінного струму). Як первинні інформативні параметри використовують електричні характеристики об'єкта контролю, до яких належать:
- електричний опір R;
- електричний струм І;
- електрична ємність С;
- напруженість електричного поля E;
- відносна діелектрична проникність ε.

Для контролю конкретних об'єктів зазвичай обирають один або сукупність перерахованих параметрів, потім порівнюють з контрольованими параметрами об'єкта.

## Класифікація
Електричні методи класифікують залежно від: використаних первинних інформативних параметрів, способів отримання первинної інформації і характеру взаємодії електричного поля з об'єктом контролю. До електропараметричних, згідно з ДСТУ 2866-94 , належать методи, що ґрунтуються на реєстрації електричних характеристик об'єкта контролю.
Найпоширенішими методами цієї групи є:
- за характером взаємодії фізичних полів з об'єктом контролю
  - електричний метод — метод електричного неруйнівного контролю, що ґрунтується на реєстрації параметрів електричного поля, яке взаємодіє з контрольованим об'єктом;
  - термоелектричний метод — метод електричного неруйнівного контролю, що ґрунтується на реєстрації величини термоелектрорушійної сили, яка виникає під час прямого контакту нагрітого зразка відомого матеріалу з об'єктом контролю;
  - трибоелектричний метод — метод електричного неруйнівного контролю, що ґрунтується на реєстрації величини електричних зарядів, які виникають в об'єкті контролю під час тертя різнорідних матеріалів;
- за первинним інформативним параметром:
  - електроємнісний метод — метод електричного неруйнівного контролю, що ґрунтується на реєстрації ємності ділянки чи всього об'єкта контролю, який взаємодіє з електричним полем;
  - електропотенціальний метод — метод електричного неруйнівного контролю, що ґрунтується на реєстрації розподілення потенціалів по поверхні об'єкта контролю;
- за способом отримання первинної інформації:
  - електроіскровий метод — метод електричного неруйнівного контролю, що ґрунтується на реєстрації виникнення електричного пробою та (чи) змінах його параметрів в середовищі, що оточує об'єкт контролю, або на його ділянці;
  - електростатичний порошковий метод — метод електричного неруйнівного контролю, що ґрунтується на реєстрації електростатичних полів розсіювання з використанням як індикатора наелектризованого порошку;
  - електропараметричний метод — метод електричного неруйнівного контролю, що ґрунтується на реєстрації електричних характеристик об'єкта контролю;
  - метод рекомбінаційного випромінення — метод електричного неруйнівного контролю, що ґрунтується на реєстрації рекомбінаційного випромінення за умови прямого чи змінного руху носіїв заряду в електричному полі;
  - метод екзоелектронної емісії — метод електричного неруйнівного контролю, що ґрунтується на реєстрації екзоелектронів, емітованих поверхнею контрольованого об'єкта під дією зовнішнього стимулювального впливу;
  - метод контактної різниці потенціалів — метод електричного неруйнівного контролю, що ґрунтується на реєстрації контактної різниці потенціалів на ділянках об'єкта контролю, через який пропускається струм;
  - шумовий електричний метод — метод електричного неруйнівного контролю, що ґрунтується на реєстрації шумових параметрів під впливом електричного поля на об'єкт контролю;
  - метод екзоелектронної емісії — метод електричного неруйнівного контролю, що ґрунтується на реєстрації екзоелектронів, емітованих поверхнею контрольованого об'єкта, під дією зовнішнього стимульованого впливу.

## Галузі використання
Методи електричного неруйнівного контролю знайшли застосування у наступних галузях метрології:
- дефектометрії (визначення типу, розмірів та орієнтації дефектів);
- дефектоскопії ( виявлення внутрішніх і прихованих дефектів матеріалів і виробів та визначення місця їх розташування);
- товщинометрії;
- структурометрії;
- структуроскопії.

## Приклади застосування методів
- Трибоелектричний контроль застосовується при дослідженні властивостей діелектричних матеріалів та композицій на їх основі.
- Термоелектричний контроль застосовується при сортуванні деталей за типами сталі, визначенні товщини гальванічних покриттів, експрес-аналізі сталі і чавуну при плавці, визначені товщини загартованого шару тощо.
- Електроіскровий метод знайшов застосування при проведенні контролю суцільності діелектричних покриттів на внутрішній поверхні труб.
- Метод рекомбінаційного випромінювання використовується для контролю напівпровідників.
- Електропараметричний контроль (у тому числі електрорезистивний метод) використовується для прогнозування стану вузлів машин і механізмів, виявлення дефектів у навантаженій контактній зоні механізму, виявлення відхилення форми поверхні у зоні контакту тощо
- Метод екзоелектронної емісії використовується при аналізі плівок, та при вивченні п'єзо- та напівпровідникових матеріалів.
- Метод контактної різниці потенціалів використовується для дослідження явищ кінетики та адсорбції різних фізико-хімічних процесів.
- Електропотенціальний метод знайшов застосування при вимірюванні товщини стінок деталей, вивченні анізотропії електричних і магнітних властивостей, діагностиці втомних тріщин, виявленні розшарувань у товстолистовому металі тощо.
- Електроємнісний метод використовується при вимірюванні вологості, аналізі структури матеріалу, визначенні геометричних розмірів, оцінці поверхневого стану, визначенні механічних внутрішніх напружень тощо.